# La Pobla d'Arenós
La Pobla d'Arenós (en el parlar xurro La Puebla d'Arenoso, i en castellà i oficialment, Puebla de Arenoso) és un municipi del País Valencià situat a la comarca de l'Alt Millars. Limita amb Cortes d'Arenós, Montanejos, la Font de la Reina i, a la província de Terol, amb San Agustín, Olba i Fonts de Rubiols.

## Geografia
Les seues característiques geogràfiques estan determinades pel riu Millars i els seus afluents que han conformat l'orografia de la vall. En la Pobla d'Arenós es pot trobar una gran varietat de paisatges: riu, pantà, barrancs, fonts, horts, boscs, coscollars i cingles. Pel que fa a la fauna, és destacable la diversitat d'espècies nidificants d'aus i palometes.
Amb una altitud que oscil·la entre els 600 m en el pantà fins als 1.013 de la muntanya Sabina o Lloma La Grana, al municipi hi ha un clima suau i benigne.

### Nuclis de població

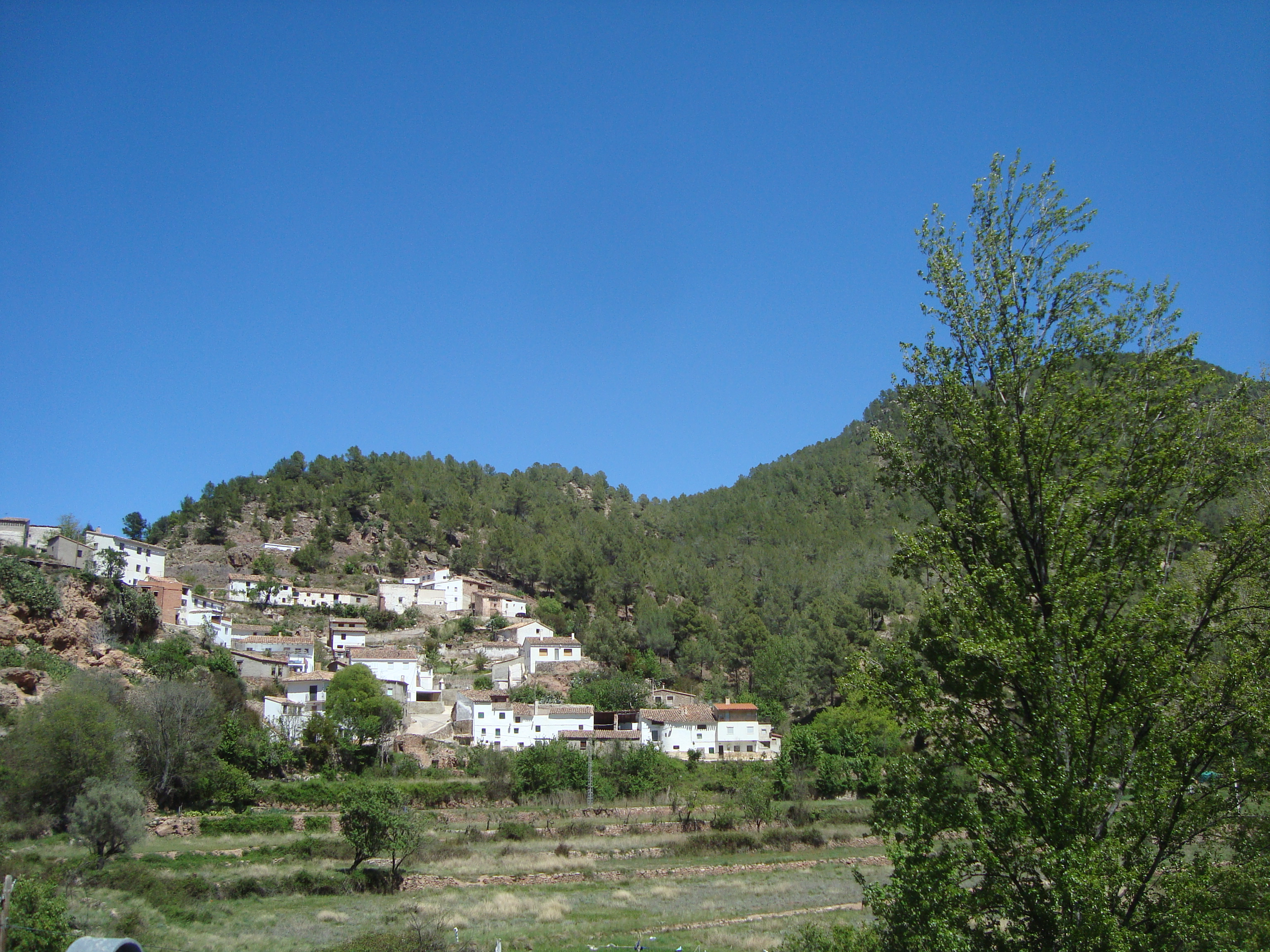
Panorámica de La Monzona

- La Pobla d'Arenós
- Los Calpes
- Los Cantos
- Panorámica de La MonzonaLa Monzona

## Història
Malgrat l'existència de jaciments ibers en Los Calpes i en Cabezo, és evident que la població es va formar a partir del segle XIII en el terme del castell musulmà d'Arenós; en 1229 Zayd Abu Zayd i Jaume I (1208-1276) signen un pacte de vassallatge pel qual el moro podia ocupar tots el castells i llocs que volguera dintre del territori musulmà a canvi de renunciar a qualsevol dret sobre la ciutat de València; eixe acord va provocar la revolta dels moros, que no l'acceptaven, i ocuparen el castell que acabà sent ocupat per Abú Zayd i donat a sa filla Alda, casada amb Blasco Eximénez d'Arenós (cognom que va canviar pel seu de Tarazona), fill d'Eximén Pérez de Tarazona. Posteriorment s'integrà en la Baronia d'Arenós i en 1317 rebé carta pobla per a deu pobladors.
En 1462 el castell fou assetjat per les tropes de l'Infant Jaume d'Aragó que s'hi assentaren en diverses parcel·les del territori, i donaren lloc així a noves ubicacions que componen l'actual terme; en 1464 fou finalment ocupat i enderrocat pels cristians, la baronia fou confiscada pel rei Joan II d'Aragó (1398-1479) i posteriorment passà al Ducat de Gandia i acabà en el Ducat de Vilafermosa.

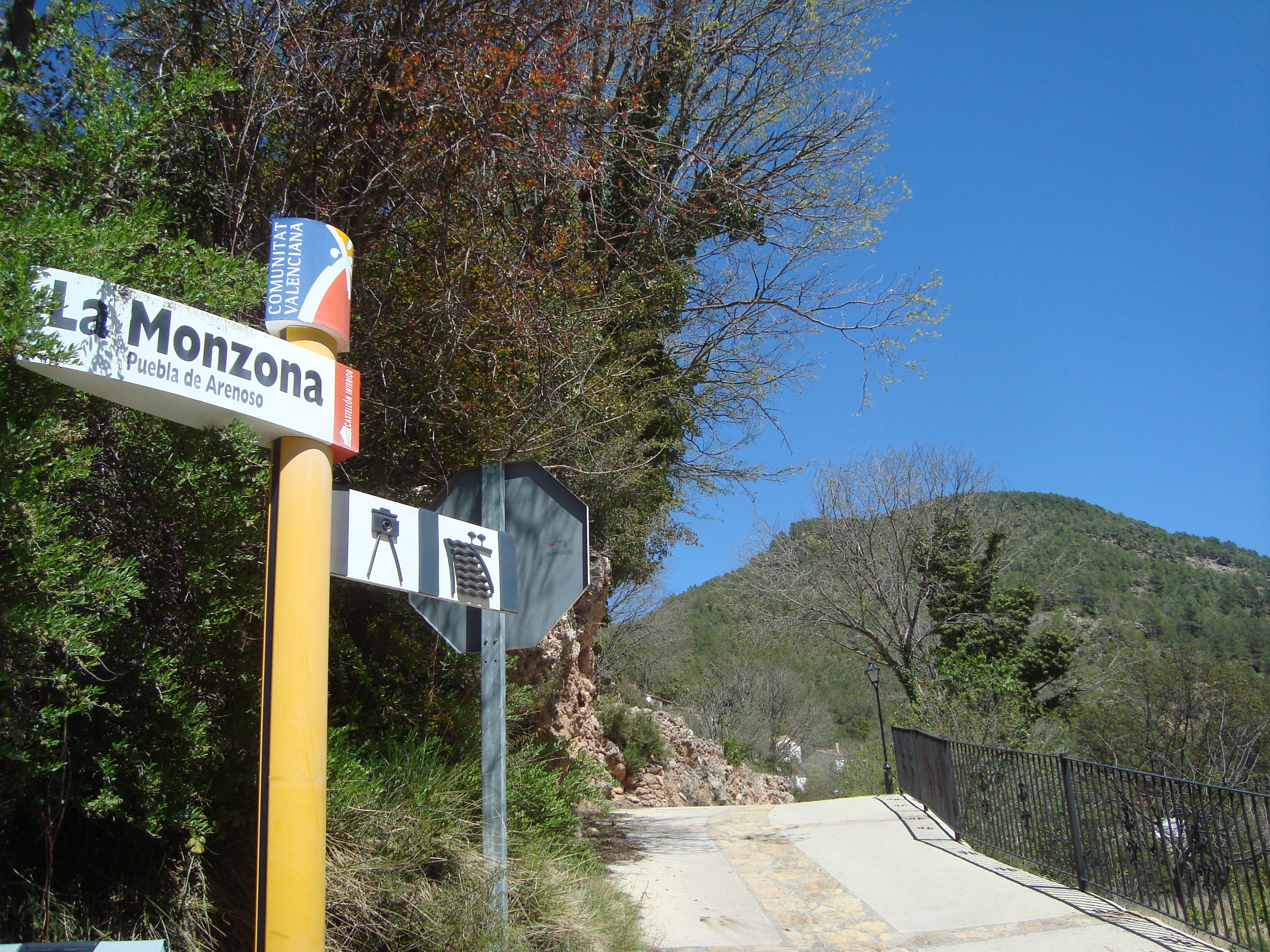
La Monzona

Contemporàniament, el fet més dolorós en la història de la Pobla d'Arenós és la construcció del pantà, que comportà la desaparició del veí poble de Camps d'Arenós i l'expropiació de nombroses finques i cases, amb la consegüent emigració massiva dels habitants cap a la ciutat. La situació es va agreujar per la mancança d'aigua, que impedix omplir el pantà en la seua totalitat amb el risc de lliscament dels seus vessants i la gens estrafolària possibilitat que la Pobla puga ser engolida pel desplaçament de terres que en comporta.

## Demografia
| 1990 | 1992 | 1994 | 1996 | 1998 | 2000 | 2002 | 2004 | 2005 | 2006 |
| ---- | ---- | ---- | ---- | ---- | ---- | ---- | ---- | ---- | ---- |
| 225  | 205  | 203  | 178  | 173  | 164  | 164  | 158  | 169  | 184  |

## Economia
El cultiu de l'ametler i de l'olivera, la ramaderia bovina, ovina i avícola i l'apicultura són els sectors econòmics del poble, que manca absolutament de qualsevol indústria.

## Alcaldia
Des de 2020 l'alcalde de la Pobla d'Arenós és Mateo Luna Benedicto, d'Agrupación Electoral Puebla Calpes Monzona Cantos (AEPCMC).
| Període                       | Alcalde o alcaldessa                      | Partit polític | Data de possessió     | Observacions         |
| ----------------------------- | ----------------------------------------- | -------------- | --------------------- | -------------------- |
| 1979–1983                     | Vicente Benedicto Genaro                  | UCD            | 19/04/1979            | --                   |
| 1983–1987                     | Joaquín Lercha Morte                      | AP-PDP-UL-UV   | 28/05/1983            | --                   |
| 1987–1991                     | Mateo Navarro Gimeno                      | PSPV-PSOE      | 30/06/1987            | --                   |
| 1991–1995                     | Perpetua Salvador Forés                   | PP             | 15/06/1991            | --                   |
| 1995–1999                     | Pedro Moliner Zarzoso                     | PP             | 17/06/1995            | --                   |
| 1999–2003                     | Jaime Andrés Pérez                        | PP             | 03/07/1999            | --                   |
| 2003–2007                     | Juan M. Collado Salvador                  | PSPV-PSOE      | 14/06/2003            | --                   |
| 2007–2011                     | Eusebio Boronat Calpe                     | PP             | 16/06/2007            | --                   |
| 2011–2015                     | Montserrat González Beltran               | PP             | 11/06/2011            | --                   |
| 2015–2019                     | Montserrat González Beltran               | PP             | 13/06/2015            | --                   |
| 2019-2023                     | Joan Piñana Mormeneo Mateo Luna Benedicto | AEPCMC         | 15/06/2019 09/06/2020 | Dimissió/renúncia -- |
| Des de 2023                   | n/d                                       | n/d            | 17/06/2023            | --                   |
| Fonts: Generalitat Valenciana |                                           |                |                       |                      |

## Monuments

### Monuments religiosos

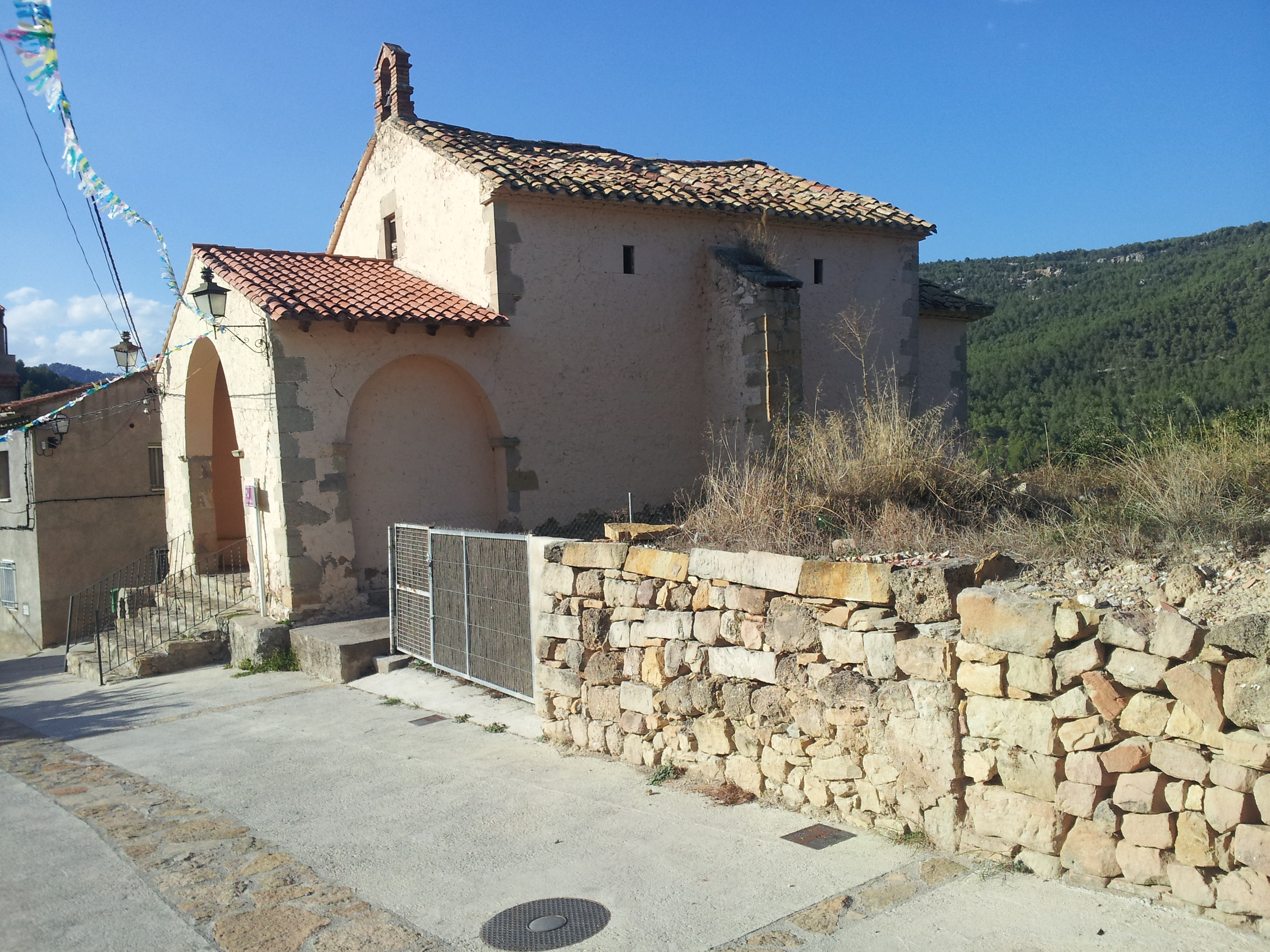
L'Emita de Santa Barbara, al nucli de la Puebla.

- Ermita de Sant Cristòfol. Del segle xvii. La seua construcció és gòtica amb murs de maçoneria amb arcs apuntats sobre els pilars. Del que era l'ermita, solament se'n conserven els arcs, part dels murs i la porta.
- Ermita dels Àngels.
- Ermita de Loreto. Del segle xvii.
- Ermita de la Verge del Roser i Sant Josep. Del segle xviii (Los Calpes).
- Ermita de Santa Bàrbara.
- Ermita de Sant Tomàs de Vilanova. Del segle xviii.
- Església de la Verge del Roser. A Los Calpes.
- Església parroquial de la Pobla d'Arenós. Del segle xvi. És un exemple d'arquitectura renaixentista valenciana. Està construïda amb maçoneria i carreus. Destaca, del seu interior, el cor i la seua barana balustrada. En el pòrtic es representa l'evangeli a manera de fornícula tipus renaixentista amb arc de mig punt.

### Monuments civils

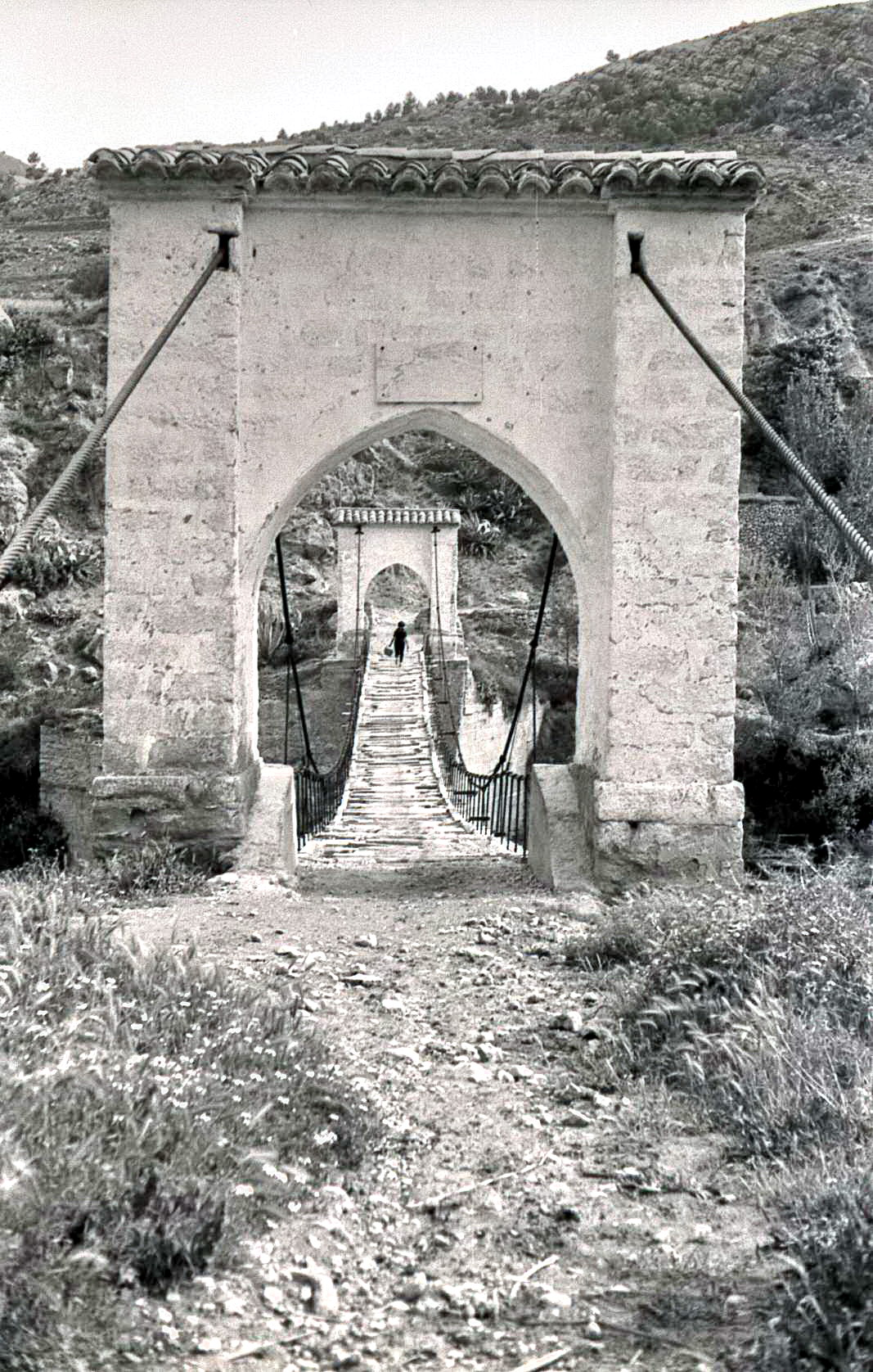
Pont penjant, l'any 1966

- Ajuntament. Del segle xvii. És d'estructura palatina, construït en maçoneria i carreus. Mostra quatre arcades de mig punt, que descansen sobre columnes cilíndriques. Davall de l'arc central hi ha una artística font pública. Junt amb els edificis situats en la mateixa plaça, formen una peculiar plaça triangular.
- Castell de la Viñaza o d'Arenós. És d'origen islàmic. Es conserva el recinte emmurallat i algunes dependències. A les faldes del castell es troba l'Ermita dels Àngels, construïda en temps posteriors.
- Pont penjat sobre el riu Millars. Del segle xix.

Estava format per arcs de carreus que subjectaven els cables metàl·lics que sustentaven l'entramat de biguetes metàl·liques i passarel·la de fusta. Antigament era un pont que unia un camí real de la Pobla d'Arenós a Cortes d'Arenós. El 2006 va ser destruït per la Confederació Hidrogràfica del Xúquer.
- Pont de los Cantos. Es tracta d'un pont per a un aqüeducte, de cert interés arquitectònic, amb arc de mig punt de pedra sobre el barranc Juana.

## Llocs d'interès

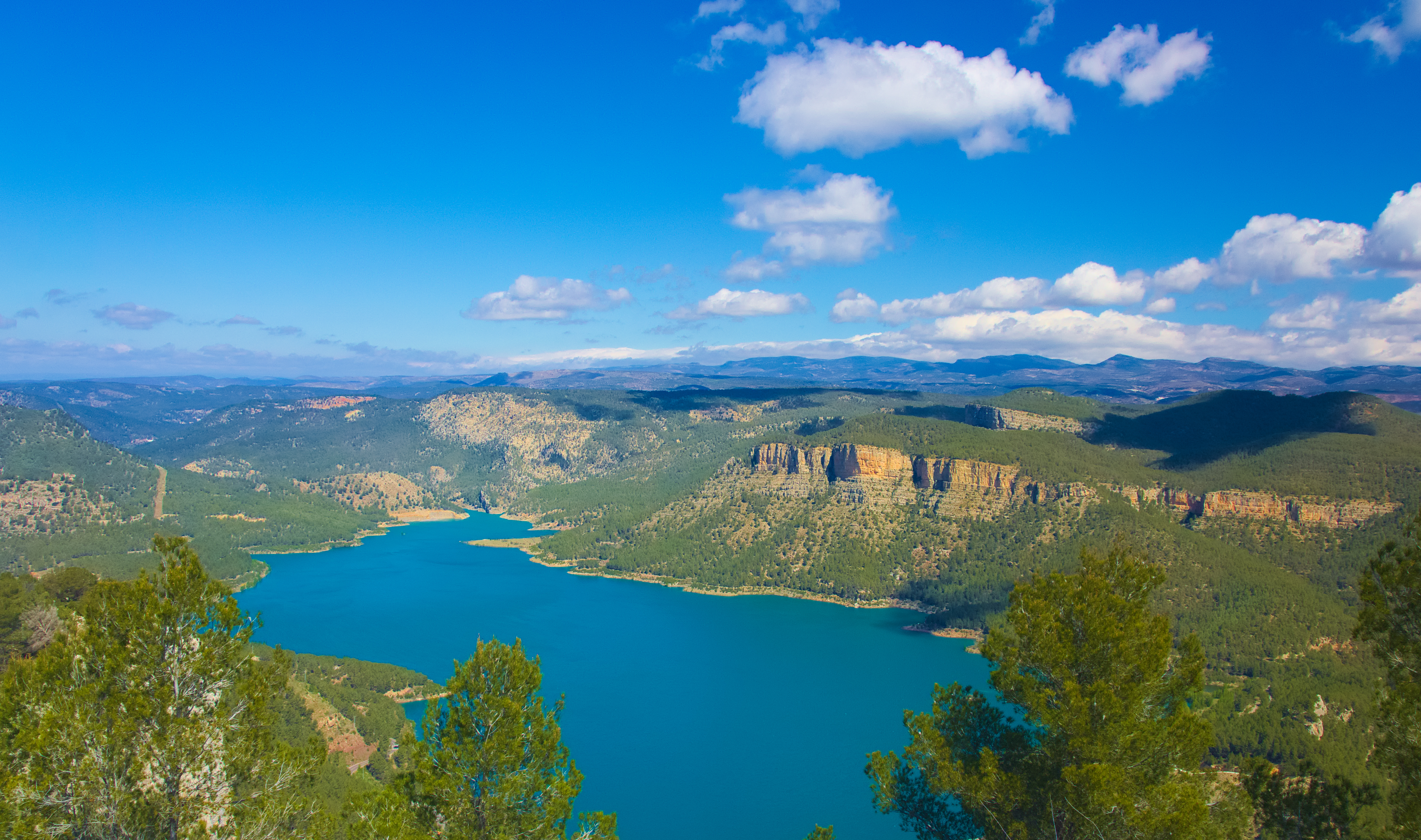
Embassament d'Arenós.

- El Chorrador i la bassa de la Umbría. Deu amb formació de tova. Bosc mediterrani: roure, carrasca, arbocer, aladern, estepa, etc.
- Pou de las Palomas. Piscina natural de 200 metres aigües avall del Molí de Los Peiró. Vegetació de ribera.
- Mas de la Ardachera. Masia situada al barranc del mateix nom, que compta amb un exemplar únic d'alzina surera centenària.
- Font del Almajal. Zona recreativa amb vegetació de ribera: pollancres, oms, joncs, cua de cavall, arç blanc, sanguinyols, etc.
- Mas de Aceite. Conjunt de masos tradicionals amb vistes panoràmiques al Penyagolosa, el Cabezo de las Cruces i el barranc de Palos.
- Peña Giberte i Barranc de la Maimona. Espectacular cingle sobre el riu Maimona. Hi abunden les aus i la vegetació rupícola.
- Molí de los Peiros. Molí d'aigua a la vora del riu Millars, en el límit d'Aragó. Està ubicat en un paratge pintoresc, d'horta arbrada i vegetació de ribera.
- Los Planos - La Cobatilla. Terres altes de secà tallades pel riu Maimona mitjançant un impressionant barranc. Hi trobem ametlers, pinedes, bosc mediterrani i vegetació de ribera.
- La Fuente Baja. Àrea recreativa amb berenador.

Hi ha altres fonts com són les de la Serrana, la Salud, la Umbría, los Caños i San Miguel.

## Festes i celebracions
- Festes d'agost. En la primera setmana del mes es realitzen revetles, menjars populars, etc., en honor de la Verge dels Àngels i de Santa Bàrbara. El dia 2 d'agost es realitza una romeria a l'Ermita de Nostra Senyora dels Àngels.
- Festes patronals de Los Calpes. Se celebren del 7 al 15 d'agost en honor de Sant Roc i de la Verge del Roser.
- Festes patronals de La Pobla. Se celebren del 21 al 30 de setembre en honor de Sant Mateu i de la Verge de Loreto.
- Sant Antoni. El 17 de gener.